# Dropkick Murphys
Dropkick Murphys je irsko-americká kapela hrající především celtic punk, jež vznikla v Quincy (Massachusetts), USA. Poprvé spolu hrají v suterénu kamarádova holičství směs tradičního folk rocku a punk rocku, což je subžánr známý jako celtic punk. Nechali se ovlivnit skupinami Stiff Little Fingers, The Pogues, The Clash, Thin Lizzy, The Dubliners a Swingin' Utters.
Název kapely se samovolně vytvořil během jejich non-stop turné po celém světě a jejich slavných víkendových přehlídek na Den svatého Patrika konajících se v oblasti kolem Bostonu. Dropkick Murphys je známý podporou odborů a dělnické třídy. Skupina také podporuje Boston Red Sox, Boston Bruins a Boston Celtics. V roce 2014 kapela vystoupila na českém hudebním festivalu Mighty Sounds v Táboře. 1. 2. 2018 zahráli v Malé sportovní hale na Výstavišti v Praze.

## Diskografie
- Do or Die (1998)
- The Gang's All Here (1999)
- Sing Loud, Sing Proud! (2001)
- Blackout (2003)
- The Warrior's Code (2005)
- The Meanest of Times (2007)
- Going Out in Style (2011)
- Signed and Sealed in Blood (2013)
- 11 Short Stories of Pain & Glory (2017)
- Turn Up That Dial (2021)